# Mesochorus blanditus
Mesochorus blanditus là một loài tò vò trong họ Ichneumonidae.